# Głuptak (zwyczajny)
Głuptak (zwyczajny), głuptak biały (Morus bassanus) – gatunek dużego ptaka morskiego z rodziny głuptaków (Sulidae). Nie jest zagrożony.

## Systematyka
Jest to gatunek monotypowy. Blisko spokrewniony z głuptakiem przylądkowym (Morus capensis) i głuptakiem australijskim (Morus serrator) – dawniej te trzy taksony zaliczano do jednego gatunku.
Pochodzenie nazwy polskiejNiezbyt pozytywnie kojarząca się nazwa rodziny i rodzaju pochodzi z czasów, gdy na te ptaki polowano. Troska o swoje potomstwo była tak silna, że rodzice nie uciekali przed ludźmi i siedzieli na gniazdach, dopóki ich nie zabito. Powierzchowna ocena o łatwym łupie dała słowne połączenie „głupiego ptaka” – głuptaka, oczywiście niesłusznie.

## Zasięg występowania
Kolonie lęgowe głuptaka znajdują się na wybrzeżach i wyspach północnego Atlantyku, m.in. na Wyspach Brytyjskich, w Norwegii, Islandii czy Nowej Fundlandii. Poza sezonem lęgowym koczuje na morzu, sięgając nawet do równika.
Pojawia się sporadycznie również na polskim wybrzeżu Bałtyku – do 2018 roku stwierdzony 36 razy, obserwowano łącznie 41 osobników, zaś w latach 2019–2021 odnotowano aż 73 stwierdzenia (obserwowano 104 osobniki); niektóre stwierdzenia mogły jednak dotyczyć tych samych, przemieszczających się osobników.

## Charakterystyka
Cechy gatunkuUpierzenie białe, pierwszorzędowe lotki ciemne, głowa i szyja żółtawa. W okolicach nasady dzioba i oka czarna naga skóra. Oczy z białą tęczówką, dziób mocny, klinowaty, szaroniebieski, ostro zakończony spiczastym czubkiem o zębatych brzegach. Nogi ciemne. Wielkością równa się gęsi. Osobniki młodociane brązowe z białym perełkowaniem, o białym brzuchu pokrytym brązowymi plamami, lotki i sterówki czarne. Ptak na pół wędrowny. Ptaki północne i europejskie wracają z Morza Śródziemnego między lutym a kwietniem. Lata znakomicie dzięki długim i wąskim skrzydłom nadającym mu szybkości. W czasie pikowania dobrze widać ich spiczasty ogon. Głos głuptaka przypomina szczekanie „arrah”.
Wymiary średniedługość ciała ok. 87–100 cm
rozpiętość skrzydeł 165–180 cm
masa ciała 2,3–3,6 kg

## Ekologia

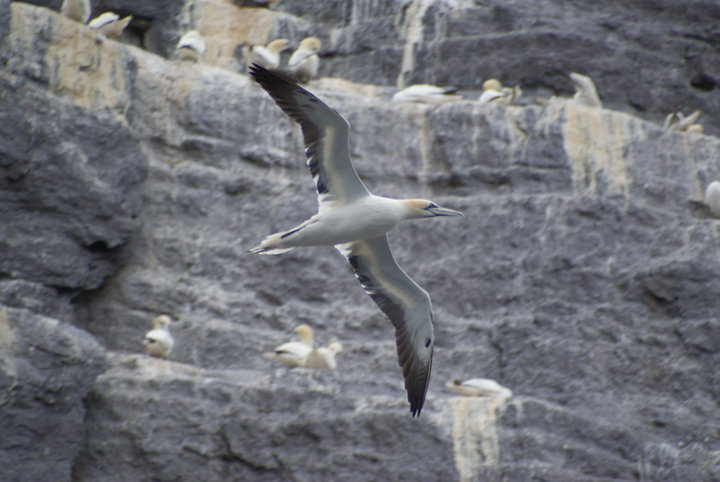
Głuptaki w kolonii lęgowej na wyspie Little Skellig w Irlandii

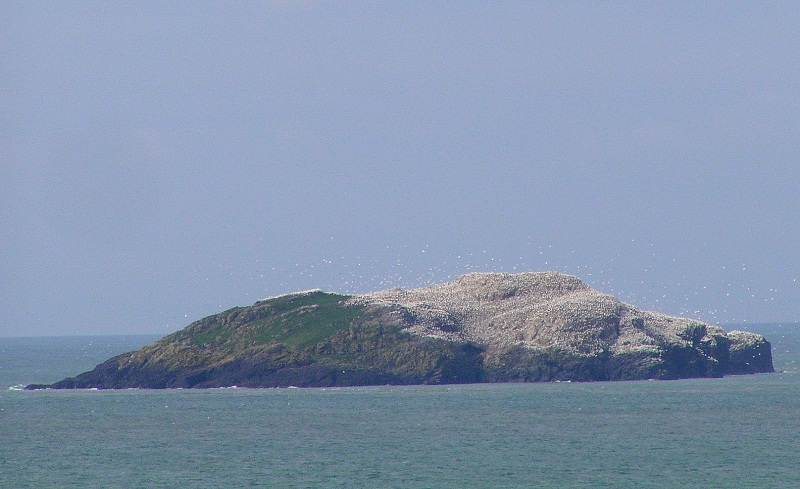
Wyspa Grassholm z kolonią głuptaków, Walia

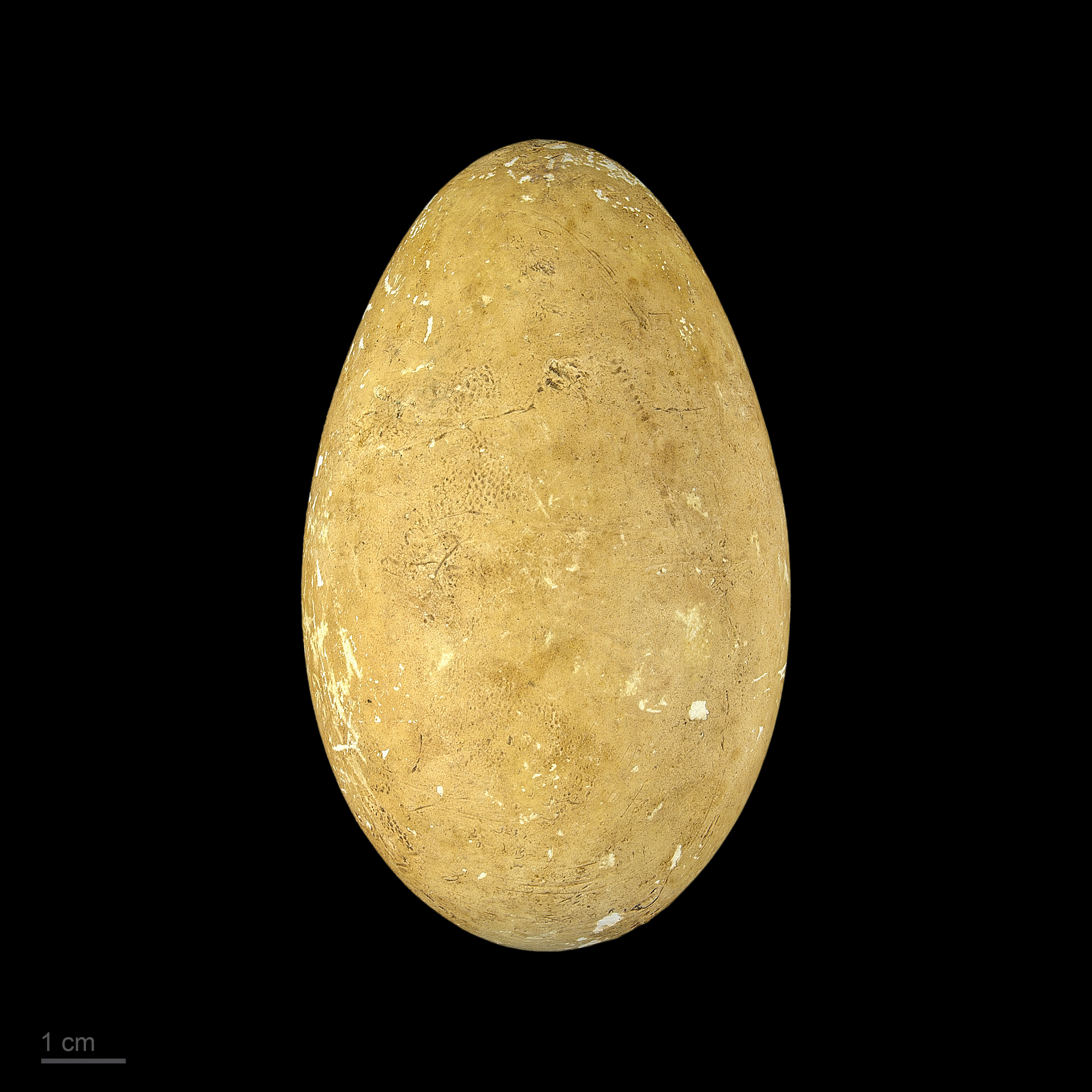
Jajo z kolekcji muzealnej

BiotopWody przybrzeżne mórz strefy umiarkowanej i chłodnej.
GniazdoStanowi je kupka wodorostów, trawa i patyki. To ptak towarzyski, gnieździ się kolonijnie na wyspach i stromych, skalistych wybrzeżach. Największa kolonia znajduje się na Bonaventure Island w Quebecu (w szczytowych okresach około 60 000 par). Największa kolonia europejska jest na wyspach św. Kildy w archipelagu Hebrydów (w szczytowych okresach osiąga również około 60 000 par). Inne duże kolonie lęgowe znajdują się na wyspie Grassholm u wybrzeży Walii (około 40 000 par), oraz wyspie Little Skellig na wybrzeżu Irlandii (około 22 500 par). Niektóre kolonie liczą kilka stuleci.
JajaW sezonie lęgowym znoszą jedno jasnobłękitne jajo.
Wysiadywanie i dorastanieJaja wysiadywane są przez obydwoje rodziców, którzy ogrzewają je swoimi stopami przez 43–45 dni. Pisklęta opuszczają gniazdo po około 60 dniach. Po wykluciu rodzice karmią pisklę rybami morskimi. By pobrać pokarm, musi wsadzić głęboko dziób do przełyku rodzica. Karmienie jest obfite niezależnie od pory dnia i nocy, co sprawia, że po 10 tygodniach życia młode przypomina kulkę tłuszczu i jest nawet o kilogram cięższe od ptaka dorosłego. Tę podwyższoną masę jednak szybko spalają. Po opuszczeniu gniazda wprawdzie nie umieją jeszcze latać, ale dobrze już nurkują, przemierzając dziesiątki kilometrów. Jako 15-tygodniowe ptaki są już zupełnie samodzielne gdyby nie to, że muszą nauczyć się jeszcze nurkowania z lotu. Młode są ciemnobrązowe, biało nakrapiane. Łatwo można odróżnić ptaki dwuletnie, z białą głową, szyją, przednimi brzegami piór i biało obrzeżonym upierzeniem grzbietowym, od trzyletnich, o barwie dorosłych osobników, choć z niecałkowicie białymi sterówkami i piórami na ramionach. Uzyskują całkowicie wygląd dorosłych ptaków w piątym roku życia.
PożywienieRyby.

## Status i ochrona
Międzynarodowa Unia Ochrony Przyrody (IUCN) uznaje głuptaka za gatunek najmniejszej troski (LC – Least Concern) nieprzerwanie od 1988 roku. Liczebność światowej populacji, obliczona w oparciu o szacunki organizacji BirdLife International dla Europy z 2015 roku, mieści się w przedziale 1,5–1,8 miliona dorosłych osobników. Globalny trend liczebności populacji uznawany jest za wzrostowy.
W Polsce głuptak podlega ścisłej ochronie gatunkowej.